# برهان الدين الزرنوجي

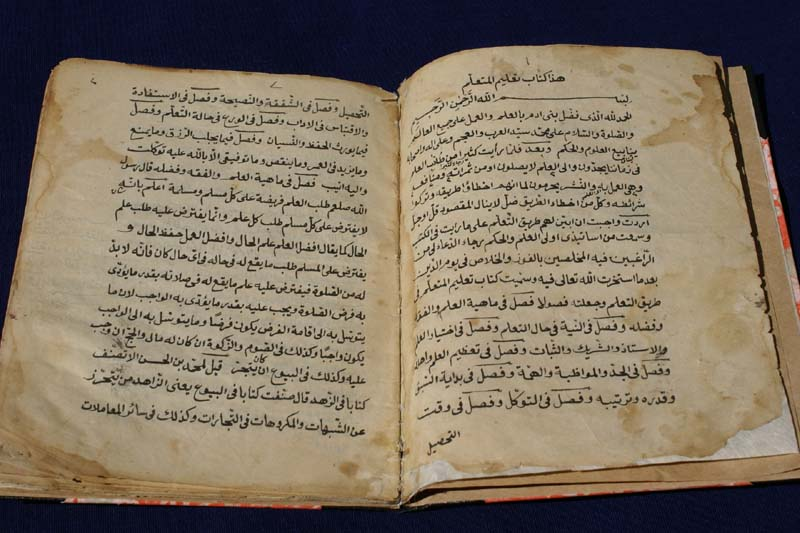
مخطوطة لكتاب تعليم المتعلم للزرنوجي

برهان الدين الزرنوجي المتوفى عام 591 هجري، إمام فقيه، وهو أحد فقهاء الحنفية، وتتلمذ على يد برهان الدين المرغيناني الحنفي صاحب كتاب الهداية، وهو من بلدة تسمى زرنوج وهي وراء نهر جيحون في تركستان الحالية.
اشتهر بكتابه المسمى: تعليم المتعلم في طريق التعلم وقد حققه وقدمه كل من صلاح محمد الخيمي ونذير حمدان وقد ذكر الدكتور إبراهيم سلامة أن كتابه هذا إلى جانب كتابي القابسي أهم كتابين في التربية وقد تناول الكتاب موضوعات منها فصل في ماهية العلم والفقه وفضله وفصل في اختيار العلم والأستاذ والشريك وفصل في بداية السبق (موضوع الحفظ) وقدره وترتيبه وفصل فيما يورث الحفظ والنسيان وفصول أخرى.